# Begonia anisoptera
Begonia anisoptera é uma espécie de Begonia.